# Stictoleptura bartoniana
Stictoleptura bartoniana är en skalbaggsart som först beskrevs av Cockerell 1920.  Stictoleptura bartoniana ingår i släktet Stictoleptura och familjen långhorningar. Inga underarter finns listade i Catalogue of Life.